# 未来花(ミライカ) for Anniversary
「未来花 for Anniversary」は、スキマスイッチの配信リリース作品。

## 解説
- 2018年3月14日にリリースされた『新空間アルゴリズム』に収録されている「未来花」をバンドバージョンにアレンジしたもの[1]。
- ロンドンのアビー・ロード・スタジオでレコーディングされた[1]。
- 発売日の5月9日は大橋卓弥の誕生日である。

## 収録曲
1. 未来花 for Anniversary
作詞・作曲：スキマスイッチ
  - ジョンソン・エンド・ジョンソン「アキュビュー やっぱ裸眼篇」CMソング[1]
  - J-WAVE「FLOWER VALENTINE with J-WAVE」キャンペーンソング[2]

## 収録アルバム
オリジナル
- 『新空間アルゴリズム』
  - アナログレコード盤のみ収録。

コンセプト
- 『スキマノハナタバ 〜Love Song Selection〜』(#1)

ライブ
- 『SUKIMASWITCH 15th Anniversary Special at YOKOHAMA ARENA 〜Reversible〜』(#1)